# Westpoort

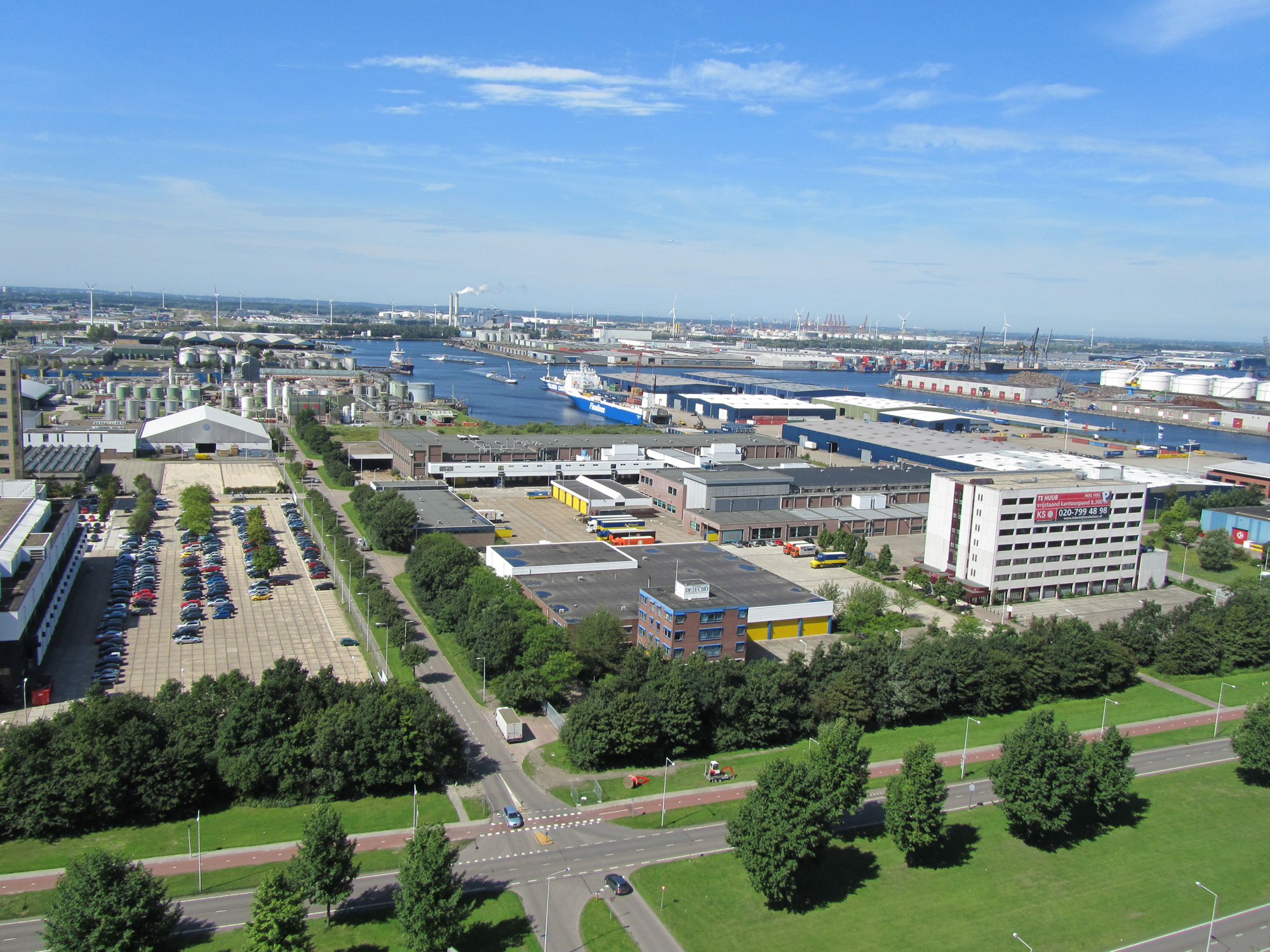
Utsikt över Westhaven.

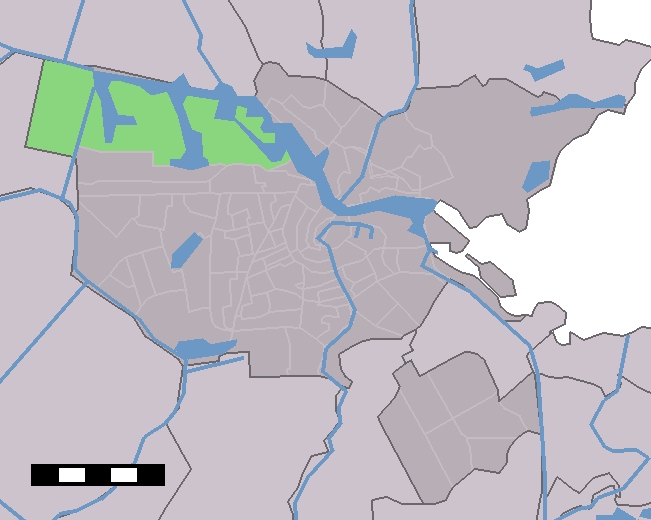
Läge i Amsterdams kommun.

Westpoort är en stadsdel i den nederländska huvudstaden Amsterdam. Stadsdelarna hade 2003 totalt 373 invånare och en total area på 35,47 km².
Westpoort är Amsterdams industriområde. Till skillnad från de andra stadsdelarna förvaltas den enbart av den centrala kommunförvaltningen.